# Simon Asher Levin
Simon Asher Levin (ur. 22 kwietnia 1941 w Baltimore) – amerykański ekolog i biomatematyk, profesor ekologii i biologii ewolucyjnej Uniwersytetu w Princeton oraz dyrektor uniwersyteckiego Center for BioComplexity, członek rady Instytutu Santa Fe, zajmujący się empirycznymi badaniami złożonych systemów biosfery (traktowanych jako układy sterowane adaptacyjnie) i ich matematycznym modelowaniem metodami analizy danych przestrzennych, członek Amerykańskiej Akademii Sztuk i Nauk, National Academy of Sciences i wielu innych stowarzyszeń naukowych; otrzymał National Medal of Science, Nagrodę Kioto i inne odznaczenia międzynarodowe.

## Życiorys

### Dzieciństwo
Simon Asher Levin urodził się 22 kwietnia 1941 roku w Baltimore (Maryland, USA). Jego ojciec, Theodore Levin, był farmaceutą, zainteresowanym przyrodą, pasjonatem publikacji popularnonaukowych. Chętnie spędzał czas w lesie i nad jeziorem, często razem z synami, Ephraimem i Simonem. Prawdopodobnie praca w aptece nie satysfakcjonowała go – zachęcał synów do studiowania medycyny. 
Simon wspominał, że wczesne zainteresowania rozwiązywaniem łamigłówek arytmetycznych (również układaniem puzzli) rozwinęła w nim matka, Clara Levin. Będąc w wieku szkolnym poważnie potraktował wezwania Służby Leśnej Stanów Zjednoczonych do ochrony lasów przed pożarami i czynnie włączył się do akcji Smokey Bear.
Ephraim Levin został lekarzem, zainteresowanym pracą naukową w dziedzinie biochemii. Widząc pasje brata zachęcał go do studiowania matematyki.

### Studia
Simon Levin ukończył studia matematyczne w Uniwersytecie Johnsa Hopkinsa w Baltimore (B.A. 1961) i w Uniwersytecie Marylandu (Ph.D. 1964). Pracę doktorską nt. Uniqueness and nonlinearity wykonał pod opieką naukową Monroe H. Martina, założyciela Instytutu Dynamiki Płynów i Matematyki Stosowanej. W czasie studiów podoktoranckich jego opiekunem był George Dantzig, nazywany „ojcem programowania liniowego”, a potrzebę stosowania matematyki w ekologii wskazali mu profesorowie Robert Whittaker i Richard B. Root.

### Praca zawodowa
W latach 1965–1992 pracował w Uniwersytecie Cornella na stanowiskach:
- od 1965 – assistant professor (odpowiednik stanowiska adiunkta)
- od 1971 – associate Professor (odpowiednik profesora nadzwyczajnego)
- od 1977 – Charles A. Alexander Professor of Biological Sciences
- od 1980 – dyrektor Ecosystems Research Center
- od 1987 – dyrektor Center for Environmental Research

W następnych latach był zatrudniony w Uniwersytecie w Princeton jako:
- od 1992 – George M. Moffett Professor of Biology
- od 1993 – dyrektor Princeton Environmental Institute
- od 2001 – dyrektor Center for Biocomplexity

Jest profesorem wizytującym (Distinguished Visiting Professor) w Uniwersytecie Kalifornijskim w Irvine, gdzie wykłada w Institute for Mathematical Behavioral Sciences (od 2007) oraz Ecology and Evolutionary Biology (od 2009).
Współpracownikami Simona Levina byli m.in. botanik, ekolog i klimatolog Robert Whittaker, biolog, demograf i pedagog Paul R. Ehrlich, zoolog Robert T. Paine (inicjator stosowania pojęcia gatunek kluczowy) i wielu innych przedstawicieli różnych specjalności. Był promotorem 70 doktorantów oraz opiekunem ok. 90 stażystów podoktoranckich.

## Tematyka badań
Simon Levin jest zaliczany do czołówki naukowców, specjalizujących się w ekologii teoretycznej. W latach 1964–1973 zajmował się przede wszystkim matematyką stosowaną, publikując artykuły w takich specjalistycznych czasopismach, jak J. Mathematical Analysis and Applications, J. Differential Equations , J. Mathematics and Mechanics (również w J. Colloid and Interface Science). W następnych latach zaawansowane metody analiz matematycznych stosował rozwiązując teoretyczne i praktyczne problemy ekologii, początkowo głównie zagadnienia dynamiki liczebności populacji w biocenozach, a później problem struktury i organizacji całej biosfery, uznanej za jeden złożony system o wielkiej różnorodności (zob. teoria systemów), sterowany adaptacyjnie. 
Dynamika wzrostu liczebności populacji w ekosystemach
W pierwszym okresie badań, odwołując się do koncepcji niszy ekologicznej G.E. Hutchinsona, określał m.in. warunki, w których możliwe lub niemożliwe jest osiągnięcie w różnych biocenozach stabilnej lub tylko okresowej równowagi biocenotycznej. Wskazał nieznane wcześniej zależności dynamiki wzrostu poszczególnych populacji od rodzaju i liczby czynników ograniczających (konkurencja, drapieżnictwo, dostępność zasobów pokarmowych; zob. pojemność środowiska, opór środowiska, krzywe J i S). Jednym z rozpatrywanych przykładów była prosta sieć pokarmowa, w której występują gatunki zajmujące różne nisze ekologiczne i czerpiące pożywienie ze źródeł dostępnych bez ograniczeń, a niezdolne do trwałego współistnienia w biocenozie, jeżeli są ofiarami tego samego drapieżnika. Artykuł, opublikowany w 1970 roku w American Naturalist, został zatytułowany Community Equilibria and Stability, and an Extension of the Competitive; w 1975 roku tekst został włączony do książki Niche: Theory and Application, zredagowanej wspólnie z Robertem Whittakerem.
Ekologia przestrzeni i problem skali
W następnych latach Simon Levin analizował rozmieszczenie organizmów, populacji i biocenoz w przestrzeni (ekologia przestrzeni, ang. spatial ecology, zob. też: analiza danych przestrzennych, ekologia krajobrazu, biogeografia). Opublikował potwierdzoną wynikami badań opinię, że głównym problemem ekologii, ważnym również w innych dziedzinach nauki, jest powiązanie zjawisk zachodzących w różnych skalach przestrzeni, czasu i organizacji (artykuł The Problem of Pattern and Scale in Ecology). Praca wzbudziła bardzo duże zainteresowanie specjalistów. Została wyróżniona nagrodą Ecological Society of America (1988), zaprezentowana w ramach serii wykładów Robert H. MacArthur Award Lecture (Toronto 1989) i opublikowana w czasopiśmie ESA Ecology (MacArthur Award Series, 1992). Artykuł osiągnął rekordową liczbę cytowań w innych publikacjach. 
Biosfera jako system adaptacyjny
Simon Levin ze współpracownikami apelował o podjęcie trudnych wyzwań dla statystyki i teorii systemów dynamicznych w dziedzinie populacjologii i badań ekosystemów (w tym ekologia, genetyka, epidemiologia, immunologia). Wskazywał, że wzrost potencjału obliczeń o dużej szybkości umożliwia przeanalizowanie powiązań dynamiki procesów zachodzących w dużych heterogenicznych zespołach jednostek ze zjawiskami obserwowanymi w małych częściach złożonego układu, sterowanego adaptacyjnie (Ecosystems and the Biosphere as Complex Adaptive Systems, 1998). 
W ekosystemach traktowanych jak złożone systemy adaptacyjne o różnych wymiarach (od skali komórek do biosfery), wzorce wyższych poziomów organizacji wynikają z procesów interakcji i selekcji przebiegających na niższych poziomach (cechy systemu są określane – w różnym stopniu – przez samoorganizację i zewnętrzne warunki środowiskowe). Obliczenia mogą dostarczyć odpowiedzi na pytania m.in. o struktury migrujących stad zwierząt (wyłanianie lidera i sprawowanie przywództwa), o kształtowanie się struktur ekosystemów o różnej wielkości (np. procesie sukcesji ekologicznej) oraz o ich odporność na zewnętrzne zmiany (wskazanie warunków, w których znajdują się w stanach krytycznych lub przechodzą w stan chaosu). Badania w tej dziedzinie zostały zintensyfikowane, gdy nasiliły się zagrożenia ekosystemów, związane z szybkimi zmianami środowiskowymi. S. Levin uczestniczy m.in. w określaniu skali zagrożeń, związanych ze wzrostem liczby ludności Ziemi, m.in. w badaniach wzrostu ilości antybiotyków, stosowanych w skali globalnej w czasie chowu zwierząt rzeźnych.
Analizując warunki rozwoju globalnej społeczności ludzkiej Simon Levin stawia m.in. pytania, jak tworzą się grupy społeczne i instytucje, kiedy pojawiają się normy moralne, obyczaje itp. Stosując metody teorii gier bada wielopoziomowe oddziaływania między jednostkami a zbiorowościami oraz pomiędzy zbiorowościami. W czasie wystąpienia na Kyoto international culture forum (2006), apelował o budowę na Ziemi „kolektywu Kokoro” („kokoro”: 1. serce, 2. umysł, 3. duch). Jako źródło większości współczesnych wyzwań środowiskowych wskazał niechęć do zachowań społecznych, będącą skutkiem działania doboru naturalnego, który nie nagradza zachowań altruistycznych. 
Po 20 latach od opublikowania w 1992 roku artykułu Simona Levina na temat wzorca i skali ukazała się – w specjalnym wydaniu Ecological Letters (temat: Ecological Effects of Environmental Change) – praca pt. The problem of pattern and scale in ecology: what have we learned in 20 years?. Stwierdzono, że niewiele artykułów naukowych miało większy wpływ na rozwój ekologii. Skłonił on nowe pokolenie ekologów do myślenia interdyscyplinarnego i korzystania z nieustannie rozwijających się metod badawczych. W okresie 1992–2012:
- szybkość obliczeń komputerowych wzrosła milion razy, a ich stosowanie w ekologii stało się oczywiste (zob. np. numeryczny model terenu)
- stało się powszechne stosowanie w laboratoriach ekologicznych nowych technik biologii molekularnej (zob. np. PCR w czasie rzeczywistym)
- rozwinięto sieci udoskonalonych czujników środowiskowych, stosowanych w skali globalnej i lokalnej (zob. np. Lidar)
- nastąpił rewolucyjny postęp w dziedzinie rozpowszechniania informacji, sprzyjający m.in. współpracy naukowej

W tym samym okresie populacja ludzka wzrosła o 25%, a emisja CO2 ze spalania paliw kopalnych o 40%; nastąpiły również inne istotne zmiany, na które globalny system reaguje w sposób coraz bardziej przewidywalny.

## Publikacje
Simon Levin jest autorem ponad 600 publikacji (w PubMed znajduje się 199 pozycji). Najbardziej popularna z nich, The problem of pattern and scale in ecology, cytowana do 2019 roku ok. 7 tysięcy razy, nadal budzi zainteresowanie. Spośród innych wyróżnia się książkę Fragile Dominion: Complexity and the Commons (1999) oraz artykuły:
- Disturbance, patch formation, and community structure, PNAS USA. 71: 2744–2747, 1974 (wsp. R.T. Paine)
- Mathematical and computational challenges in population biology and ecosystem science, Science 275: 334–343, 1997 (wsp. B.T. Grenfell, A. Hastings i A.S. Perelson)
- Strategic interactions in multi-institutional epidemics of antibiotic resistance, PNAS USA. 102: 3153–3158, 2005 (wsp. D.L. Smith i R. Laxminarayan)

## Nagrody i wyróżnienia
Jednym z licznych dowodów uznania wysokiej pozycji Simona Levina w środowisku ekologów był wybór na przewodniczącego Ecological Society of America (1990–1991). Otrzymał również wiele odznaczeń, nagród i innych wyróżnień (krajowych i międzynarodowych). W 2014 roku otrzymał m.in. Narodowy Medal Nauki, przyznany za wkład w ekologię, ekonomię środowiska, epidemiologię, matematykę stosowaną i naukę o ewolucji oraz za znaczący wpływ na pokolenie naukowców, zajmujących się ochroną środowiska z zastosowaniem matematyki stosowanej. 
Za najważniejsze nagrody międzynarodowe są uważane:
- A.H. Heineken Prize for Environmental Sciences (2004) od Koninklijke Nederlandse Akademie van Wetenschappen za spostrzeżenia na temat znaczenia skali w ekosystemach[33])
- Kyoto Prize in Basic Sciences, Inamori Foundation, Japonia (2005)
- Margalef Prize, Generalitat de Catalunya (2010)
- Tyler Prize for Environmental Achievement, USC (2014)
- Luca Pacioli Prize, Uniwersytet Ca’ Foscari (2014)

S. Levin został też wyróżniony tytułem członka honorowego przez amerykańskie i zagraniczne instytucje i stowarzyszenia naukowe:
- American Academy of Arts and Sciences (1992)
- National Academy of Sciences (2000)
- American Philosophical Society (2003)
- Istituto Veneto di Scienze, Lettere ed Arti, Wenecja (2008)
- Istituto Lombardo, Mediolan (2014)

Otrzymał doktoraty honorowe (Honorary Doctor of Sciences):
- Eastern Michigan University (1990)
- Whittier College, Whittier Kalifornia (Honorary Doctor of Humane Letters Honoris Causa, 2004)
- Michigan State University (2009)
- McMaster University (2015)
- University of Victoria (2019)